# Jorge de Paiva
Jorge de Paiva   (Cacilhas, 13 de maig de 1887 - 12 de maig de 1937) va ser un tirador d'esgrima portuguès que va competir en els anys posteriors a la Primera Guerra Mundial.
Especialista en espasa, el 1920 va prendre part al Jocs Olímpics d'Anvers, on disputà dues proves del programa d'esgrima. Fou quart en la prova d'espasa per equips i dotzè en la d'espasa individual. Quatre anys més tard, als Jocs de París, fou novament quart en la prova d'espasa per equips. La tercera i darrera participació en uns Jocs fou el 1928, a Amsterdam. En aquests Jocs va guanyar la medalla de bronze en la prova d'espasa per equips.